# La Mort du directeur du cirque de puces
Pour plus de détails, voir Fiche technique et Distribution.
La Mort du directeur du cirque de puces est un  film suisse réalisé par Thomas Koerfer et sorti en 1973.

## Fiche technique
- Titre : La Mort du directeur du cirque de puces
- Réalisation : Thomas Koerfer
- Photographie : Renato Berta
- Costumes : Ruth Grädel
- Décors : Toutschka von Goldschmidt
- Montage : Heinz Berner
- Son : Jeti Grigioni
- Pays de production :  Suisse
- Durée : 151 minutes
- Dates de sortie : 
  - Suisse : août 1973 (Festival de Locarno)
  - France : mai 1974 (Festival de Cannes)

## Distribution
- François Simon
- Paul Gogel
- Norbert Schwientek
- Janine Weill
- Gothard Dietrich
- Gerhard Dorfer

## Sélections
- Festival international du film de Locarno 1973[1]
- Festival de Cannes 1974 (sélection de la Semaine de la critique)[2]